# 苑利
苑利（1958年—），男，山东齐河人，中国民俗学家，现任中国艺术研究院研究员、博士生导师，中国民间文艺家协会副主席。